# Masia les Esglésies de Santa Maria
La Masia les Esglésies de Santa Maria és una masia del municipi d'Avinyó inclosa en l'Inventari del Patrimoni Arquitectònic de Catalunya.

## Descripció
Es tracta d'una masia destinada a habitatge formada per una construcció de planta rectangular a la qual es va afegir un cos trapezoïdal al sector de llevant al segle xviii que amplià considerablement la masia. Aquest afegit presenta a migdia una àmplia eixida porxada de tres pisos, formada per arcs de mig punt sostinguts per pilars als dos últims pisos. La coberta és de cinc vessants atesa l'estructura trapezoïdal de la masia actual. La masia aprofita el desnivell del terreny i l'era de batre és tancada per un petit porxo i les dependències de graners, pallisses, etc.

## Història
La Masia de Les Esglésies és documentada l'any 1553 en el Fogatge; pertanyent a la parròquia de "Sancta Eugenia de Relat terme de Lussanes" és referenciat "Jaume Rojans a la casa de les Esglésies". La casa formava part d'un antic alou que a finals del segle x o començaments del segle xi fou cedit per la família nobiliària de Llussà al monestir de Ripoll. Al segle xviii la parròquia amb totes les seves cases s'integraren al domini de la seu episcopal de Vic després d'un llarg pleit entre aquesta jurisdicció i el monestir de Ripoll.